# PLUG MAGAZINE
PLUG MAGAZINE（プラグ マガジン）は、2004年に岡山県で創刊されたファッション・カルチャー系の地域雑誌である。発行元は有限会社SERV（サーブ、岡山市北区）。年2回刊行の雑誌である。
編集部によると、誌名「PLUG」には「繋げる」「起爆剤」といった意味が込められており、地域の文化・産業・人物の記録および発信を目的としている。
2024年に創刊20周年を迎え、同年10月にはグッドデザイン賞において金賞（経済産業大臣賞）を受賞した。

## 歴史

### 創刊と初期
2004年4月に創刊号が発行された。創刊当初は雑誌制作の経験がなかった若者たちによって企画・編集が行われ、「岡山を”イケてる”場所に」をコンセプトとして掲げた。

### 関連事業の展開
2006年には西日本最大級のドレスコード・パーティーイベント「PLUG NIGHT」を開始し、地方の若年層にファッション文化を浸透させる活動を展開した。2010年には地域活性化を目的とした表彰制度「オカヤマアワード」が創設され、編集長の山本佑輔が運営事務局長を10年間務めた。

### 近年の動向
2020年には新型コロナウイルス感染症の影響を受けて最新号を無料でオンライン公開した。2023年4月18日には通巻60号達成を記念したパネル展「Printed by PLUG MAGAZINE」を山陽新聞社さん太ギャラリーで開催した。

## 編集方針と内容
PLUG MAGAZINEは「地方にオルタナティブを提案する」ことを編集理念に掲げており、岡山のファッション、カルチャー、人物、産業などを取材対象としている。人物インタビューやストーリー中心の誌面構成が特徴である。

### 主要企画
創刊号から続く不定期連載企画「社研部」（社会問題研究部）では、政治家インタビューや社会問題のルポ、時事コラムなどを掲載している。また、岡山ゆかりまたは全国的に活躍するクリエイター・アーティストを取り上げるインタビュー特集シリーズ「LOCAL PRIDE」なども展開している。
これまでの誌面には、菅直人（第94代内閣総理大臣）、小沢一郎（衆議院議員）、谷垣禎一（元自由民主党総裁・元財務大臣）などの政治家をはじめ、隈研吾、安藤忠雄（建築家）、秋元康（音楽プロデューサー）、甲本ヒロト（ミュージシャン）、山本寛斎、トム・ブラウン（ファッションデザイナー）など多様な分野の著名人が登場している。

## イベント・プロジェクト
PLUG NIGHT
2006年から継続開催されているドレスコード・パーティーイベントで、最大数千人を動員する西日本最大級の規模とされる。地方の若年層にファッション文化を浸透させる役割を果たしているとして報道されている。
オカヤマアワード
2010年に創設された地域表彰制度で、10回の開催で若手起業家147名を顕彰した。地域活性化と人材育成を目的としている。

## 受賞歴
- グッドデザイン賞2024 金賞(経済産業大臣賞)（2024年10月19日、公益財団法人日本デザイン振興会）[3][10]

## 主要人物
- 山本佑輔（やまもと ゆうすけ、1985年 - 、通称：YAMAMON）は、PLUG MAGAZINEの編集長[4]。立命館大学中退後、創刊メンバーとして活動に参加した[4]。誌面連載「社研部」等を通じて首相経験者や著名人のインタビューを多数実施し、イベントディレクターとしても活動している[11]。

## 影響と評価
PLUG MAGAZINEは全国紙・地方紙双方で取り上げられ、「岡山カルチャーの起爆剤」と評されている。グッドデザイン賞受賞により、全国的にも「地方発メディアの成功事例」として注目度が上昇している。